# Kottenheimer Winfeld
Das Kottenheimer Winfeld ist ein Steinbruchgebiet zwischen den Orten Kottenheim, Obermendig und  Ettringen im Landkreis Mayen Koblenz in Rheinland-Pfalz. Das Kottenheimer Winfeld gehört heute zum Vulkanpark und ist auch Teil des nationalen Geoparks Laacher See.

## Entstehung
Vor ca. 200.000 Jahren brach der Bellerberg-Vulkankomplex aus. Heute umgeben Kottenheimer Büden und Ettringer Bellerberg halbmondförmig den eigentlichen Kraterbereich. Die Eruption des Bellerberg-Vulkans vollzog sich in mehreren Ausbruchszentren, die gleichzeitig und auch nacheinander aktiv waren. Im Verlauf der Eruption flossen drei Lavaströme aus dem Kraterbereich. Der nördlich des Kraters liegende Strom verfüllte ein altes Tal und erreichte dabei eine Mächtigkeit von etwa 40 Meter. Er bildet das Steinbruchgebiet des Winfeldes.

## Nutzung

### Gesteinsabbau

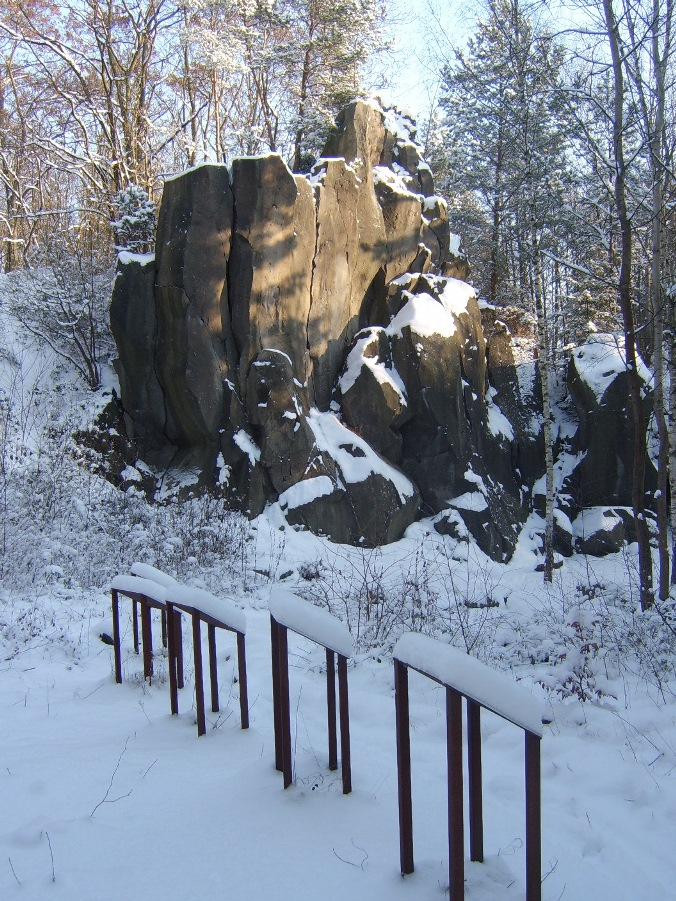
Kottenheimer Winfeld im Schnee

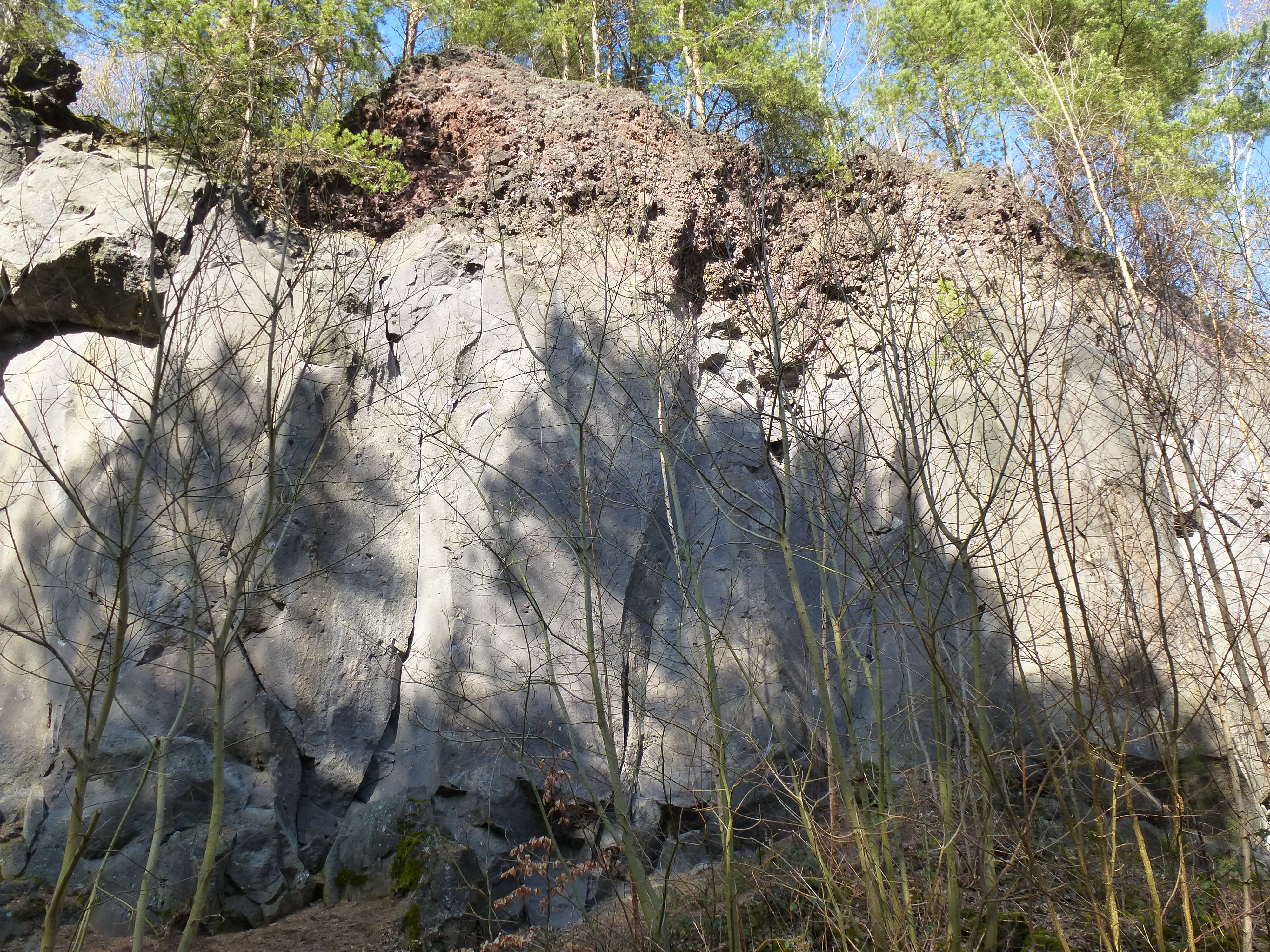
Gesteinsformation im Winfeld

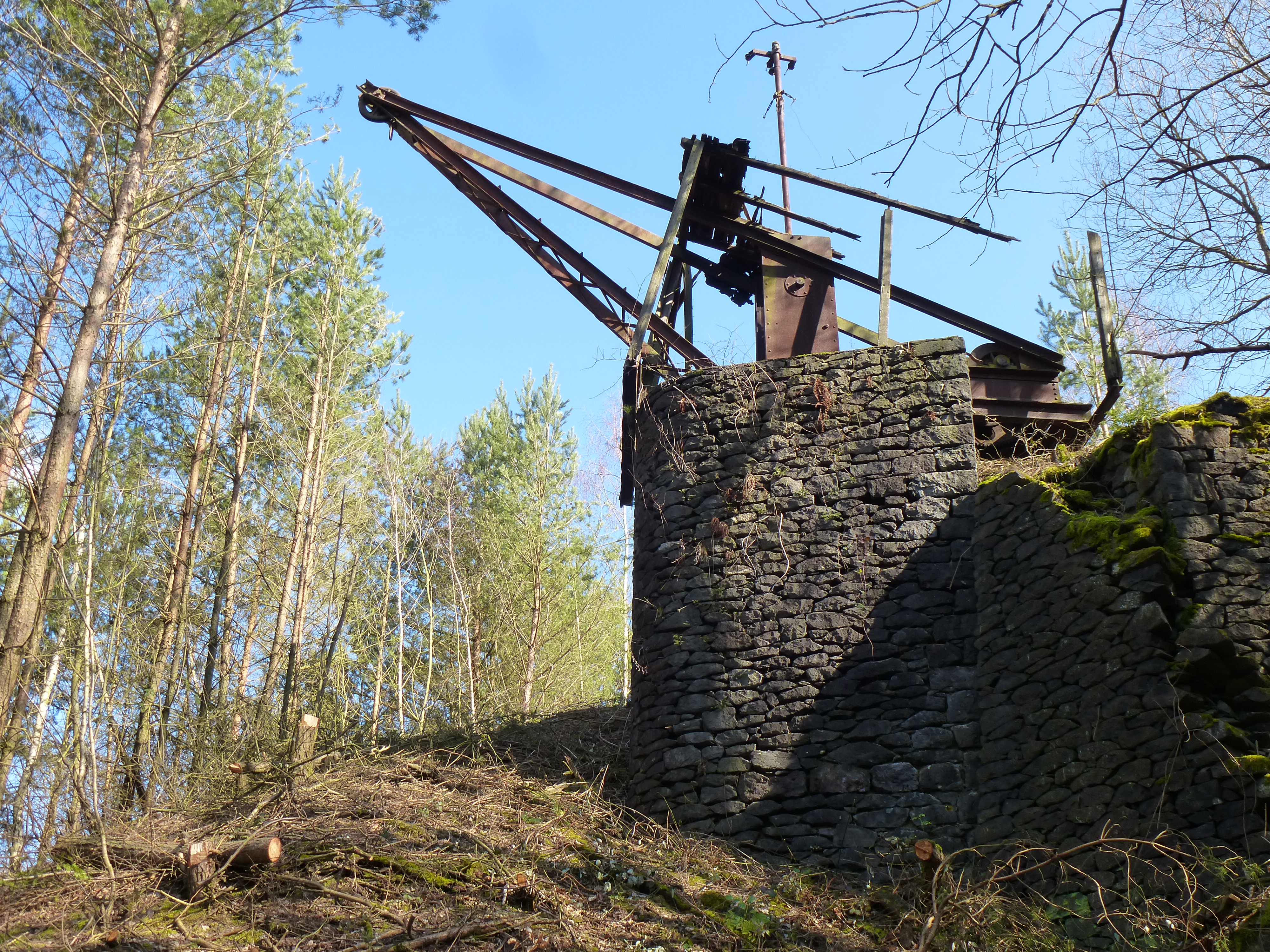
Alter Kran im Winfeld

Die Basaltgewinnung geht im Winfeld bis auf die Jungsteinzeit zurück. Der älteste entdeckte Steinbruch ist zwischen 5.500 und 6.000 Jahren alt. Mit Feuer wurde dem harten Gestein über Stunden zugesetzt um es dann mit kaltem Wasser zu übergießen. Durch die schlagartige Abschreckung riss das Gestein. Die flachen Schalen, die so vom Felsen abplatzten, wurden für die Herstellung von Reibsteinen genutzt. Das Werkzeug zur Steinbearbeitung selbst bestand zu dieser Zeit noch aus Stein.
Steinbrüche aus der Keltenzeit, um etwa 450 v. Chr., wurden ebenfalls entdeckt. Die Kelten setzten Eisenwerkzeuge ein, mit denen anspruchsvollere Arbeiten, wie das Schlagen von dreieckigen Reibsteinen (sog. „Napoleonshüte“) durchgeführt werden konnten. Durch den modernen Abbau im 20. Jahrhundert wurden hohe Wände aus basaltischem Gestein freigelegt und die früheren Steinbrüche zerstört. Ende der 1960er Jahre wurde der kommerzielle Abbau nach und nach eingestellt.

### Kletter- und Boulderareal
Die Abbauwände dienen als Kletterareal des Deutschen Alpenvereins. 454 ausgewiesene Kletterrouten der Schwierigkeitsskala III bis IX mit dem Routencharakter Riss, Verschneidung, Wand und Reibung bietet das Kottenheimer Winfeld. Weitere Kletterareale in der Umgebung befinden sich in der Ettringer Lay und im Mayener Grubenfeld. Weiterhin gibt es stetig wachsend 447 Boulder. Der Boulderverein Eifel treibt die Erschließung voran und weist die Routen auf seiner  Webseite aus.

### Tourismus
Das Kottenheimer Winfeld ist heute ein stillgelegtes, bewaldetes Steinbruchareal und ein Landschaftsdenkmal im Vulkanpark. Kräne, Kransockel und Stützmauern stehen auch heute noch auf den mächtigen Lavawänden. Infotafeln informieren den Besucher über die Entstehung und den Abbau des Winfeldes. Außerdem ist das Winfeld in den Rundwanderweg „Vulkanpfad“ der Traumpfade integriert.